# Krasne Perșe, Obuhiv
Krasne Perșe (în ucraineană Красне Перше) este localitatea de reședință a comunei Krasne Perșe din raionul Obuhiv, regiunea Kiev, Ucraina.

## Demografie
Componența lingvistică a localității Krasne Perșe
     Ucraineană (96,99%)
     Rusă (2,58%)
     Alte limbi (0,44%)
Conform recensământului din 2001, majoritatea populației localității Krasne Perșe era vorbitoare de ucraineană (96,99%), existând în minoritate și vorbitori de rusă (2,58%).